# XM2010
L’XM2010 ESR (Enhanced Sniper Rifle), conosciuto anche come M24 RSWS (Reconfigured Sniper Weapon System) è un fucile di precisione sviluppato dalla PEO Soldier per l'esercito degli Stati Uniti.
Deriva dal noto fucile M24 SWS (Sniper Weapon System) ed è stato sviluppato proprio come sostituto di tale arma.
Dopo aver vinto una competizione, la Remington Arms si è aggiudicata il contratto di produzione per l'arma. La casa produttrice procurerà 3.600 fucili, con l'esercito intenzionato a fornire ai tiratori americani almeno 250 armi avanzate entro la fine di Dicembre 2010.
Il cambiamento più significativo nel passaggio tra M24 e XM2010 è la conversione dal 7,62 × 51 mm NATO al più potente .300 Winchester Magnum, che permette un incremento della gittata di oltre il 50%.
La possibilità di cambiare il munizionamento è garantita dal fatto che il fucile M24 utilizza la versione a lunga azione del castello del Remington 700.
L'esercito degli Stati Uniti spera che l'incremento di gittata fornito dal proiettile possa avvantaggiare i tiratori statunitensi nei territori montuosi e desertici in cui si combatte in Afghanistan.
Lo svantaggio nell'utilizzo di munizioni più grandi e potenti è quello di aumentare rinculo, alzo della canna e rendere visibile la fiammata al momento dello sparo.

## Design
L'XM2010 è considerato come un miglioramento con conversione totale, che prevede la sostituzione di camera di scoppio, canna, caricatore, spegnifiamma, silenziatore ed eventualmente anche ottica. Le maggiori riconfigurazioni operate nel passaggio da M24 a XM2010 sono:
- Ricameramento per il .300 Winchester Magnum
- Accorciamento della canna flottante da 660 mm a 610 mm, con adozione di un passo di rigatura 1:10.
- Rimpiazzo del corpo del fucile in modo da permettere regolazioni semplici per i tiratori. Il corpo presenta un calcio ripiegabile che facilita il trasporto e una slitta Picatinny Mil-Std 1913 per il montaggio di accessori vari.
- Caricatore rimovibile da 5 colpi.
- Silenziatore facilmente amovibile per ridurre rumore e rinculo dell'arma, provvisto di una particolare finitura per ridurre gli effetti di distorsione ottica nel caso di riscaldamento elevato del silenziatore[7].
- Ottica a zoom variabile Leupold Mark IV 6,5/20 × 50 mm ER/T M5 (con reticolo per il calcolo compensazione delle caduta del proiettile[8][9]), abbinato ad un dispositivo per visione notturna AN/PVS-29[10].
- Trattamento dell'arma per resistere alla corrosione.

## Munizionamento

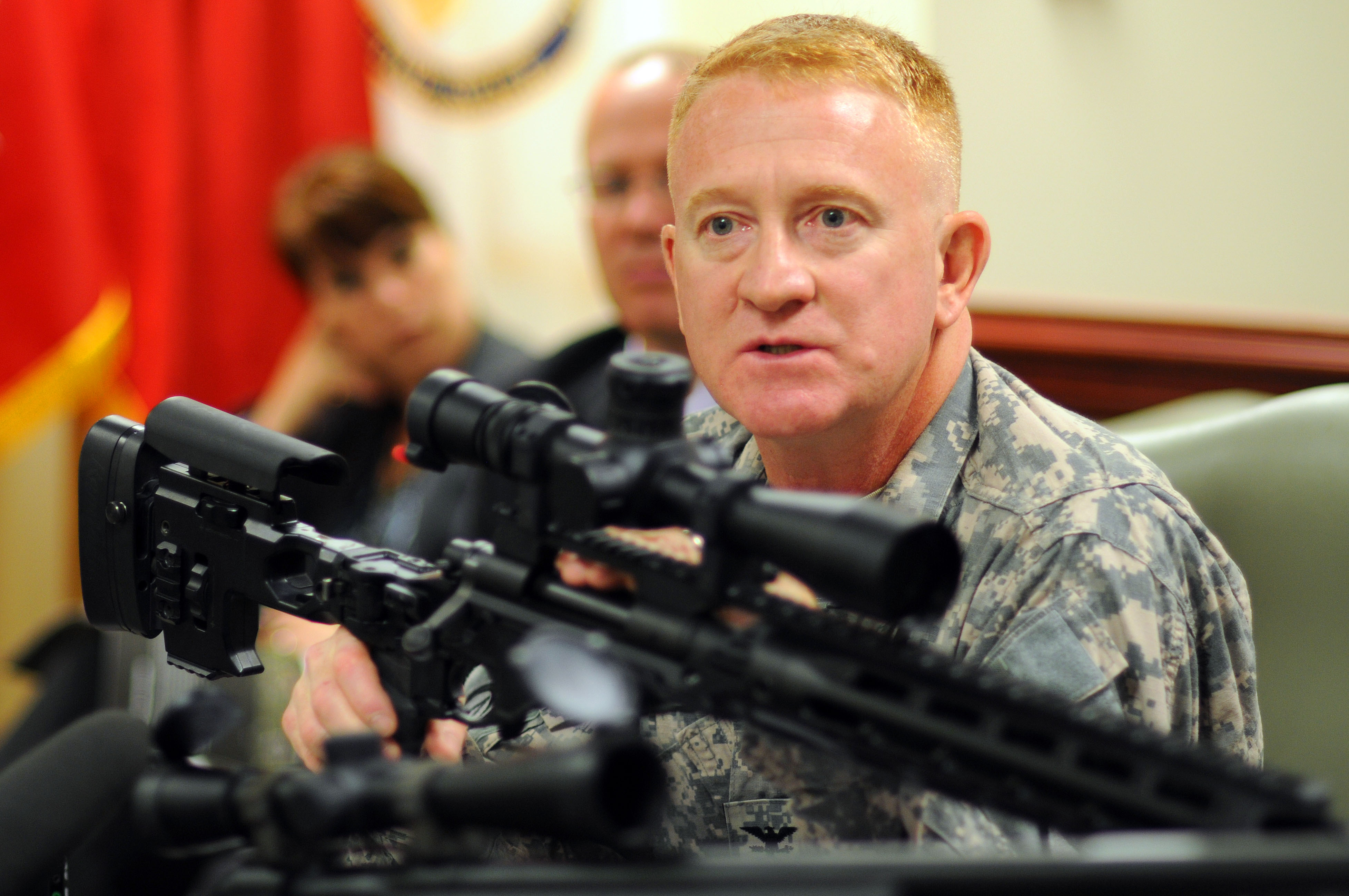
Il capo progetto Colonel Douglas Tamilio con un XM2010.

Nel 2009 il governo statunitense adottò le munizioni 248 Mod. 0 e Mod. 1 .300 Winchester Magnum per l'uso con fucili di precisione quali il Mk.13 SWS o gli M24 riconfigurati.
Questa munizione venne sviluppata come miglioramento del .300 Winchester Magnum e utilizza punte cave da 190 o 220 grani Sierra Match King sparate ad una velocità di 869 ± 15,2 m/s.
Questi proiettili dovrebbero, secondo lo U.S. Navy incrementare la gittata utile dell'arma fino a 1370 m e risentire in minor misura degli effetti del vento. Inoltre questo munizionamento impiega una particolare polvere che si mantiene stabile in un intervallo di temperatura ambientale che va dai -32 °C ai 74 °C.

## Storia
L'esercito statunitense è intenzionato a riconvertire tutti i suoi fucili M24 in XM2010.
I primi esemplari di arma sono stati consegnati alla U.S. Army Sniper School di Fort Benning (Georgia) il 18 gennaio 2011, mentre in fucile è in servizio attivo in Iraq dal 23 marzo 2011.